# 玖珠町
玖珠町（くすまち）は、大分県の中西部にある町である。玖珠郡に属する。

## 地理

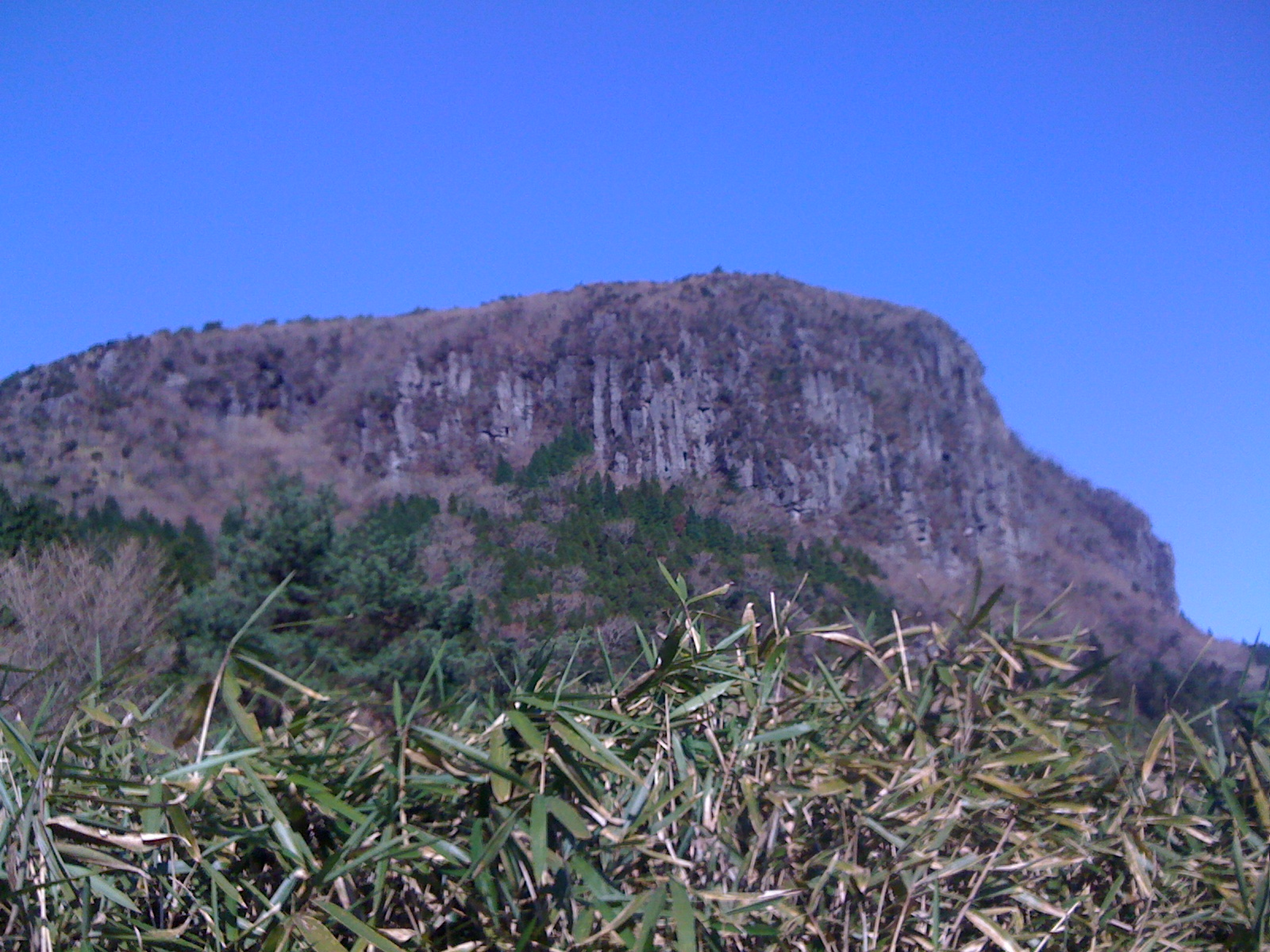
万年山

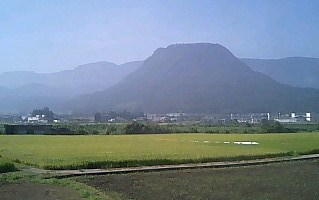
伐株山

玖珠町は、大分県の中西部、大分市の西側約60kmの場所に位置しており、南部はわずかに熊本県と接している。町域は九州北部の山地に含まれており、多数のメサが盆地を取り囲む特徴的な景観を呈する。町域の多くは耶馬日田英彦山国定公園に指定されている。町の中心は久大本線豊後森駅付近。商店街、大型店、大分合同新聞社玖珠支局、玖珠土木事務所などが立地し、玖珠郡の中心となっている。町の北部は西日本最大の自衛隊演習場である、日出生台演習場が立地している。
- 山：福万山・万年山・黒岳・小岩扇山・大岩扇山・伐株山・角埋山
- 川：玖珠川
- ダム：日出生ダム
- 盆地：玖珠盆地

### 気候
| 玖珠（1991年 - 2020年）の気候      | 玖珠（1991年 - 2020年）の気候 | 玖珠（1991年 - 2020年）の気候 | 玖珠（1991年 - 2020年）の気候 | 玖珠（1991年 - 2020年）の気候 | 玖珠（1991年 - 2020年）の気候 | 玖珠（1991年 - 2020年）の気候 | 玖珠（1991年 - 2020年）の気候 | 玖珠（1991年 - 2020年）の気候 | 玖珠（1991年 - 2020年）の気候 | 玖珠（1991年 - 2020年）の気候 | 玖珠（1991年 - 2020年）の気候 | 玖珠（1991年 - 2020年）の気候 | 玖珠（1991年 - 2020年）の気候 |
| 月                                 | 1月                           | 2月                           | 3月                           | 4月                           | 5月                           | 6月                           | 7月                           | 8月                           | 9月                           | 10月                          | 11月                          | 12月                          | 年                            |
| ---------------------------------- | ----------------------------- | ----------------------------- | ----------------------------- | ----------------------------- | ----------------------------- | ----------------------------- | ----------------------------- | ----------------------------- | ----------------------------- | ----------------------------- | ----------------------------- | ----------------------------- | ----------------------------- |
| 最高気温記録 °C （°F）             | 19.4 (66.9)                   | 23.6 (74.5)                   | 25.2 (77.4)                   | 30.9 (87.6)                   | 33.2 (91.8)                   | 35.9 (96.6)                   | 38.8 (101.8)                  | 38.3 (100.9)                  | 37.1 (98.8)                   | 32.5 (90.5)                   | 26.7 (80.1)                   | 22.6 (72.7)                   | 38.8 (101.8)                  |
| 平均最高気温 °C （°F）             | 7.9 (46.2)                    | 9.7 (49.5)                    | 13.8 (56.8)                   | 19.7 (67.5)                   | 24.7 (76.5)                   | 27.0 (80.6)                   | 30.7 (87.3)                   | 31.9 (89.4)                   | 27.7 (81.9)                   | 22.1 (71.8)                   | 16.2 (61.2)                   | 10.2 (50.4)                   | 20.1 (68.2)                   |
| 日平均気温 °C （°F）               | 2.5 (36.5)                    | 3.9 (39)                      | 7.5 (45.5)                    | 12.8 (55)                     | 17.8 (64)                     | 21.5 (70.7)                   | 25.3 (77.5)                   | 25.7 (78.3)                   | 21.8 (71.2)                   | 15.8 (60.4)                   | 9.9 (49.8)                    | 4.4 (39.9)                    | 14.1 (57.4)                   |
| 平均最低気温 °C （°F）             | −2.0 (28.4)                   | −1.3 (29.7)                   | 1.7 (35.1)                    | 6.3 (43.3)                    | 11.5 (52.7)                   | 17.1 (62.8)                   | 21.2 (70.2)                   | 21.4 (70.5)                   | 17.4 (63.3)                   | 10.6 (51.1)                   | 4.5 (40.1)                    | −0.5 (31.1)                   | 9.0 (48.2)                    |
| 最低気温記録 °C （°F）             | −11.5 (11.3)                  | −14.7 (5.5)                   | −8.1 (17.4)                   | −3.8 (25.2)                   | 0.4 (32.7)                    | 6.4 (43.5)                    | 11.7 (53.1)                   | 13.7 (56.7)                   | 5.3 (41.5)                    | −1.1 (30)                     | −4.7 (23.5)                   | −9.0 (15.8)                   | −14.7 (5.5)                   |
| 降水量 mm （inch）                 | 63.1 (2.484)                  | 79.0 (3.11)                   | 117.4 (4.622)                 | 120.4 (4.74)                  | 147.1 (5.791)                 | 361.2 (14.22)                 | 364.1 (14.335)                | 195.3 (7.689)                 | 188.9 (7.437)                 | 97.8 (3.85)                   | 80.6 (3.173)                  | 63.2 (2.488)                  | 1,878 (73.937)                |
| 平均降水日数 （≥1.0 mm）           | 9.0                           | 9.8                           | 11.9                          | 10.1                          | 9.9                           | 14.1                          | 13.8                          | 11.4                          | 11.2                          | 7.9                           | 8.7                           | 8.9                           | 126.8                         |
| 平均月間日照時間                   | 113.4                         | 129.1                         | 156.7                         | 181.8                         | 192.4                         | 124.7                         | 155.2                         | 180.6                         | 135.7                         | 159.5                         | 136.7                         | 121.5                         | 1,787.4                       |
| 出典1：Japan Meteorological Agency |                               |                               |                               |                               |                               |                               |                               |                               |                               |                               |                               |                               |                               |
| 出典2：気象庁                      |                               |                               |                               |                               |                               |                               |                               |                               |                               |                               |                               |                               |                               |

### 隣接する市町村
- 中津市
- 日田市
- 宇佐市
- 由布市
- 玖珠郡九重町
- 熊本県阿蘇郡小国町

### 地名
- 岩室、日出生、帆足、森（以上、旧森町）
- 大隈、小田、塚脇、山浦、山田（以上、旧万年村）
- 綾垣、太田、古後、山下（以上、旧八幡村）
- 戸畑、四日市（以上、旧北山田村）

## 歴史

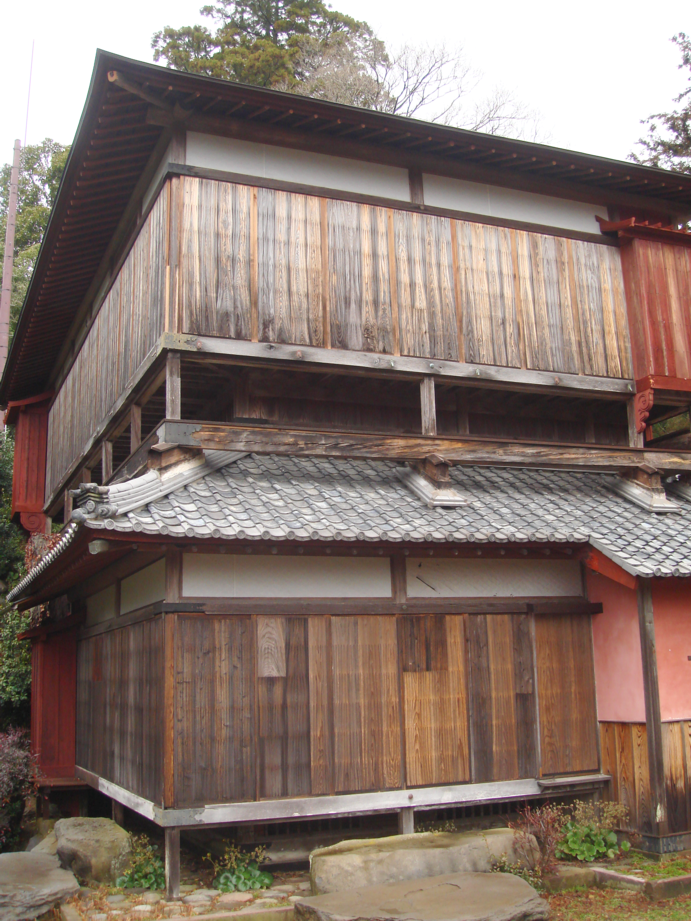
森陣屋栖鳳楼

1601年（慶長6年）、来島長親が現在の玖珠町内に領地を与えられ、以後の江戸時代は来島氏（→久留島氏）を藩主とする森藩による統治が行われた。廃藩置県によって森県の県庁所在地となったが、すぐに大分県に編入された。

### 近現代
- 1889年（明治22年）4月1日 - 町村制施行により、玖珠郡大隈村・小田村・塚脇村・山浦村・山田村の区域をもって万年村が発足。
- 1927年（昭和2年）4月1日 - 町制施行、改称し玖珠町となる。
- 1955年（昭和30年）3月1日 - 玖珠郡森町・北山田村・八幡村と新設合併し、新町制による玖珠町が発足。
- 1990年（平成2年） -  第125代天皇明仁即位に伴う平成の大嘗祭において、大字小田の水田が斎田「主基田」に選定される[2]。

## 町政

### 町長
- 町長：宿利政和（しゅくり まさかず、2018年1月31日就任、2期目）
  - 歴代町長：[3]
    - 吉岡光太夫（S30.3.16就任）
    - 衛藤征士郎（S46.4.30就任）
    - 梅野万亀太（S52.6.12就任）
    - 濱田欣次（S56.6.12就任）
    - 小林公明（H8.9.8就任）
    - 後藤威彦（H20.9.8就任）
    - 朝倉浩平（H22.1.31就任）
    - 宿利政和（H30.1.31就任）
- 町議会：定数14人

## 国政・県政

### 国政
衆議院小選挙区選挙では、大分2区に属する。直近の第50回衆議院議員総選挙（2021年10月）での選出議員は以下のとおり。
- 広瀬建（無所属）

なお、吉川元（立憲民主党）が比例で復活当選している。

### 県政
大分県議会議員選挙では、本町と九重町（玖珠郡）とで一選挙区をなす。定数は1人。直近の大分県議会議員選挙（2023年4月）での選出議員は以下のとおり。
- 小川克己（自由民主党）

## 公共機関

### 国の行政機関
- 防衛省
  - 陸上自衛隊西部方面隊 西部方面戦車隊（玖珠駐屯地）
  - 陸上自衛隊西部方面隊 西部方面特科隊 西部方面特科連隊第2大隊（玖珠駐屯地）
  - 陸上自衛隊水陸機動団 水陸機動団戦闘上陸大隊（玖珠駐屯地）

### 県の行政機関
- 西部振興局玖珠事務所
- 西部保健所地域福祉室
- 玖珠土木事務所
- 玖珠警察署

## 地域

### 人口
| |                                        |  |
| 玖珠町と全国の年齢別人口分布（2005年） | 玖珠町の年齢・男女別人口分布（2005年） |  |
| ■紫色 ― 玖珠町 ■緑色 ― 日本全国 | ■青色 ― 男性 ■赤色 ― 女性              |  |
| 玖珠町（に相当する地域）の人口の推移 \| 1970年（昭和45年） \| 23,828人 \| \| \| 1975年（昭和50年） \| 22,369人 \| \| \| 1980年（昭和55年） \| 22,775人 \| \| \| 1985年（昭和60年） \| 22,079人 \| \| \| 1990年（平成2年） \| 20,907人 \| \| \| 1995年（平成7年） \| 19,659人 \| \| \| 2000年（平成12年） \| 18,988人 \| \| \| 2005年（平成17年） \| 18,276人 \| \| \| 2010年（平成22年） \| 17,054人 \| \| \| 2015年（平成27年） \| 15,823人 \| \| \| 2020年（令和2年） \| 14,386人 \| \| |                                        |  |
| 総務省統計局 国勢調査より |                                        |  |
| 1970年（昭和45年） | 23,828人                               |  |
| 1975年（昭和50年） | 22,369人                               |  |
| 1980年（昭和55年） | 22,775人                               |  |
| 1985年（昭和60年） | 22,079人                               |  |
| 1990年（平成2年） | 20,907人                               |  |
| 1995年（平成7年） | 19,659人                               |  |
| 2000年（平成12年） | 18,988人                               |  |
| 2005年（平成17年） | 18,276人                               |  |
| 2010年（平成22年） | 17,054人                               |  |
| 2015年（平成27年） | 15,823人                               |  |
| 2020年（令和2年） | 14,386人                               |  |

### 教育

#### 高等学校
- 大分県立玖珠美山高等学校

#### 義務教育
2019年度より町内の中学校は1校に統合された（学びの多様化学校である玖珠町立くす若草小中学校を除く）。
- 玖珠町立くす星翔中学校
- 玖珠町立森中央小学校
- 玖珠町立日出生小学校 - 休校中
  - 小野原分校 - 休校中
- 玖珠町立塚脇小学校
- 玖珠町立小田小学校
- 玖珠町立北山田小学校
- 玖珠町立八幡小学校
- 玖珠町立古後小学校
- 玖珠町立くす若草小中学校 - 学びの多様化学校（不登校特例校）

## 交通

### 空港
大分空港が最寄りで、ほかに福岡空港・北九州空港・佐賀空港・熊本空港が町から概ね100km以内に立地している。
空港と町内を直接結ぶ公共交通機関は、福岡空港と玖珠町を結ぶ高速バス「ゆふいん号」のみである。

### 鉄道

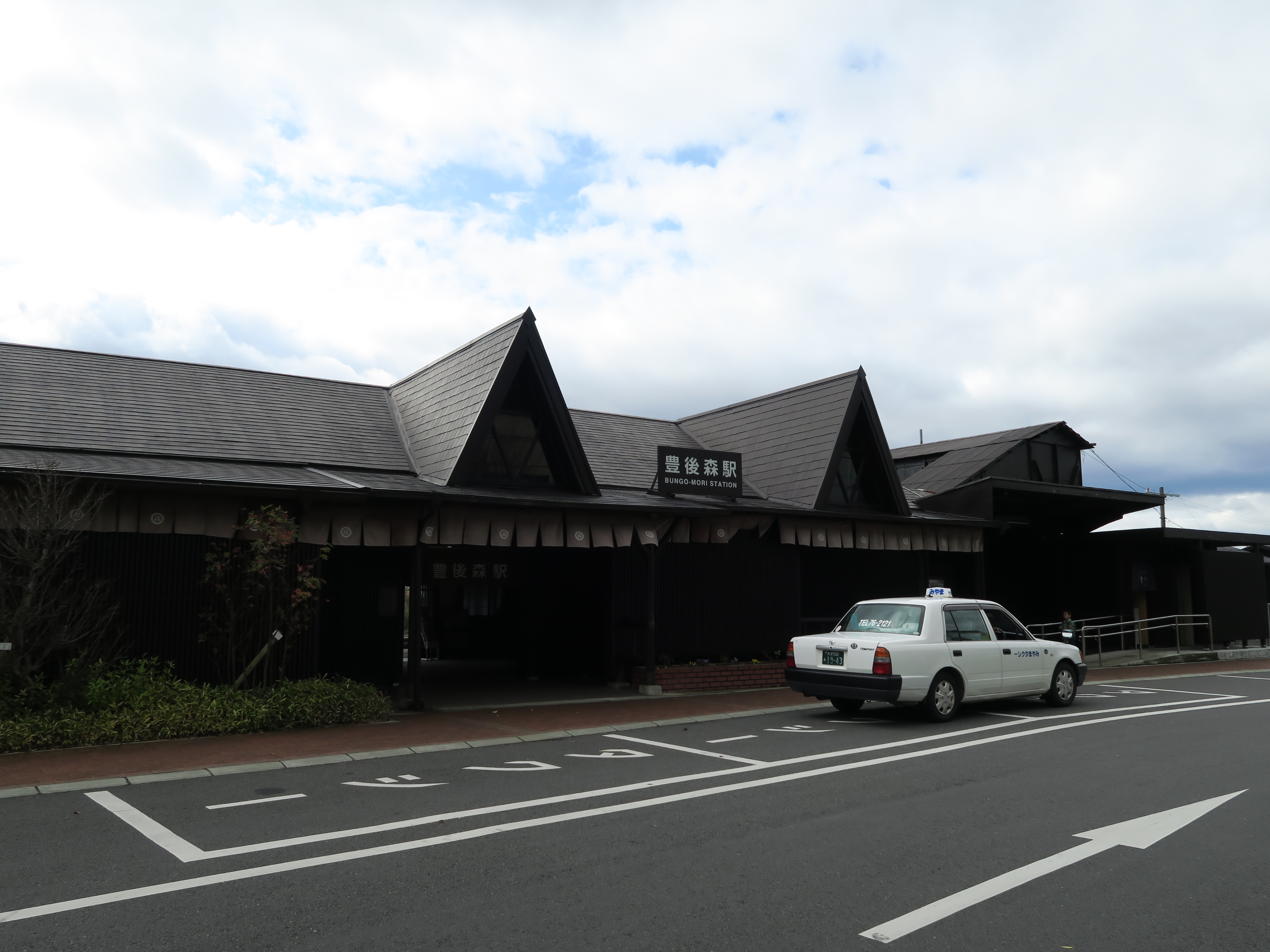
豊後森駅

九州旅客鉄道（JR九州）
- 久大本線：北山田駅 - 豊後森駅
  - 中心となる駅：豊後森駅

### バス路線

#### 路線バス
- 大分交通グループ（玖珠観光バス） - 豊後森駅と宝泉寺温泉（九重町）、耶馬渓（中津市）を結ぶ路線のほか、町内の町中心部から離れた地域へも運行する。
  - 豊後森駅 - 深耶馬渓 - 柿坂
  - 豊後森駅 - 古後 - 守実温泉
  - 豊後森駅 - 宝泉寺温泉 - 二瀬・菅原・串野温泉
  - 玖珠町内
- 日田バス - 日田市への路線を運行する。
  - 森町 - 豊後森駅 - 北山田 - （高塚/天ヶ瀬温泉） - 中川駅前 - 日田BT
- 九重町コミュニティバス - 九重町が運行しており、玖珠町中心市街地と九重町を結ぶ。豊後森駅・九重IC高速バス停から九重"夢"大吊橋・飯田高原・九重九湯など九重町南部の観光地へのアクセスにも利用可能。白ナンバー車による運行。
  - 塚脇 - 豊後森駅 - 恵良駅 - 九重町役場 - 九重IC - 豊後中村駅 - 九重"夢"大吊橋 - 飯田高原 - （長者原温泉・湯坪温泉・筋湯温泉） - 九重登山口 - 寒の地獄温泉 - 牧ノ戸峠
- 玖珠町まちなか巡回バス「リラッくすバス」 - 町の中心市街地部を循環するコミュニティバス。玖珠観光バスが運行する。
- 玖珠町ふれあい福祉バス - 町の中心市街地以外の地域と中心市街地を結ぶ。白ナンバー車による運行。

#### 高速バス
以下すべて昼行。太字表記の停車地は玖珠町内の停車地。
| 愛称名       | 運行会社                                  | 運行区間 |
| ------------ | ----------------------------------------- | --- |
| ゆふいん号   | 日田バス 亀の井バス 西日本鉄道            | 天神高速BT・博多BT・福岡空港国際線・筑紫野（二日市温泉入口）・高速基山 - 高速日田 - 高速天瀬高塚 - 玖珠IC - 九重IC - 道の駅ゆふいん・由布院駅前 ※玖珠町内には各停便のみ停車 |
| サンライト号 | 大分交通 大分バス 長崎県交通局 長崎自動車 | 長崎駅前・昭和町・諫早IC・高速大村木場・大村IC・高速松原 - 高速甘木 - 高速日田 - 玖珠IC - 湯布院IC - 鉄輪口 - 別府北浜 - 中央通り - 大分新川                                |

### 道路
高速道路
- 大分自動車道
  - 天瀬高塚IC - 玖珠SA - 玖珠IC

一般国道
- 国道210号
- 国道387号

主要地方道
- 大分県道43号玖珠山国線
- 大分県道54号玖珠天瀬線

一般県道
- 大分県道407号白地日田線
- 大分県道409号下恵良九重線
- 大分県道602号深耶馬玖珠線
- 大分県道672号戸畑日田線
- 大分県道679号川上玖珠線
- 大分県道702号平原耶馬溪線
- 大分県道704号菅原山浦線

道の駅
- 道の駅慈恩の滝 くす
- 道の駅童話の里くす

## 名所・旧跡・観光スポット・祭事・催事

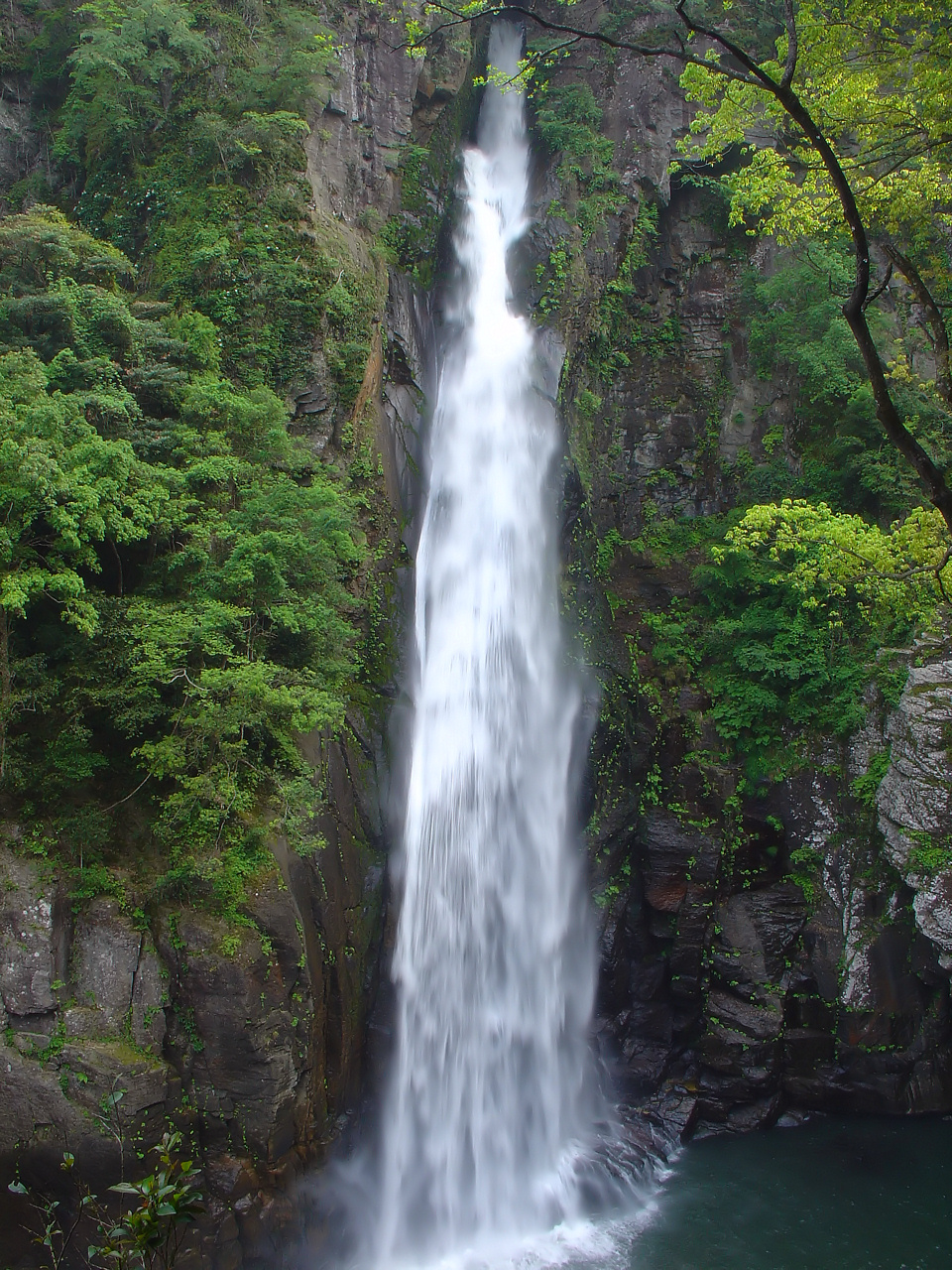
西椎屋の滝

- 玖珠温泉
- カウベルランドくす
- 伐株山城跡
- 角牟礼城跡
- 旧久留島氏庭園
- 西椎屋の滝（日本の滝百選）
- 豊後森機関庫
- 日本童話祭（5月5日）

### 百選
- 山浦早水の棚田（日本棚田百選）
- 西椎屋の滝（日本の滝百選）
- 下園妙見様湧水（平成の名水百選）

## 玖珠町出身の有名人
- 神田憲次（税理士、衆議院議員）
- 久留島武彦（童話作家）（1874年-1960年）
- 魚返善雄（中国語学者・中国文学者）（1910年-1966年）
- 帆足正音（海軍軍人・最終階級は海軍予備中尉、マレー沖海戦においてイギリス艦隊を発見した偵察機の機長)　(1919年-1942年) - 実家は浄土真宗本願寺派の鷹巣山光林寺。玖珠郡森町出身。
- 衛藤征士郎（政治家）
- 吉良州司（政治家）
- 穴井夕子（タレント）- 夫はプロゴルファーの横田真一
- 三遊亭鳳志（落語家） - 三遊亭鳳楽の弟子
- 武石高弘（フットサル選手）
- 武石橘次（素封家、貴族院多額納税者議員）
- 夏生大湖（俳優）-第34回『ジュノン・スーパーボーイ・コンテスト』明色美顔ボーイ賞受賞